# Динамічний час
Динамі́чний час, шкала динамічного часу (англ. TD, dynamical time) — шкала часу, запроваджена 1984 року замість ефемеридного часу з метою врахування відмінностей у плині часу в різних системах координат, передбачені загальною теорією відносності.
Протягом 1991—2006 років шкалу було перевизначено (через складність та неузгодженість) і замінено координатним часом (англ. Geocentric Coordinate Time, TCG, англ. Barycentric Coordinate Time, TCB).

## Історія
Динамічний час було запроваджено за рекомендаціями, ухваленими XVI Генеральною асамблеєю МАС, що відбувалася 1976 року в Греноблі. Визначено було його так, щоб зберегти неперервність з ефемеридним часом:
- Одиницею шкали є доба, що складається з 86 400 секунд SI на середньому рівні моря[1].
- 1 січня 1977 року за Міжнародним атомним часом (1977-01-01 1:00:00) відповідає 1,0003725 січня (0г:00хв:32с,184 1 січня[2]) 1977 року динамічного часу[1].

Рекомендації передбачали запровадження двох окремих шкал:
- Час у системі, пов'язаній із центром мас Землі, названо земним динамічним часом (англ. Terrestrial Dynamical Time, TDT). Цей час слугує аргументом геоцентричних ефемерид (наприклад, штучних супутників Землі).
- Час у системі, пов'язаній із барицентром Сонячної системи, названо барицентричним динамічним часом (англ. Barycentric Dynamical Time, TDB). Цей час слугує аргументом ефемерид для тіл, що обертаються навколо Сонця (планет, астероїдів тощо).

Відповідні назви було ухвалено на XVII Генеральній асамблеї МАС (1979, Монреаль).

## Відмінності шкал
Різниця між TDT і TDB зумовлена рухом Землі в Сонячній системі. У першому наближенні (враховуючи лише обертання Землі навколо Сонця) її можна подати формулою:
```
TDT - TDB = 0,001658*sin(g) + 0.00014*sin(2g), 
```

де:
- g = 357,53° + 0,9856003°*(JD-2451545,0)
- JD — юліанська дата

Точніша формула враховує також розташування Місяця, Юпітера та Сатурна.
Плин часу в обох цих системах дещо швидший, ніж на поверхні Землі, тому вони поступово розходяться з атомним часом (майже лінійно, з деякими відхиленнями).